# Liste von Pastaformen
Pasta (italienisch für Teig) ist in der italienischen Küche die Bezeichnung für Teigwaren in vielen Größen und Formen aus (feinem) Hartweizengrieß, Kochsalz und Wasser. Meist kommen sie getrocknet (Pasta asciutta) in den Handel, manchmal werden sie auch frisch (Pasta fresca) hergestellt und sogleich zubereitet. In der industriellen Pasta-Herstellung wird in der Regel auf Salz verzichtet, da dieses den Teig brüchig macht und er sich damit schlechter maschinell verarbeiten lässt.
In Italien wird „Semola di grano duro“ verwendet, welches im Mahlgrad etwa zwischen dem in Deutschland als „feiner Hartweizengrieß“ (0,3 – 0,475 mm Durchmesser) und als Hartweizendunst („Feingrieß“, 0,15 – 0,3 mm Durchmesser) bekannten Mahlgraden liegt. Lebensmittelrechtlich ist die Angabe als „Hartweizengrieß“ ausreichend, da sich „Grieß“ und „Dunst“ lediglich in der Größe ihrer Partikel voneinander unterscheiden.

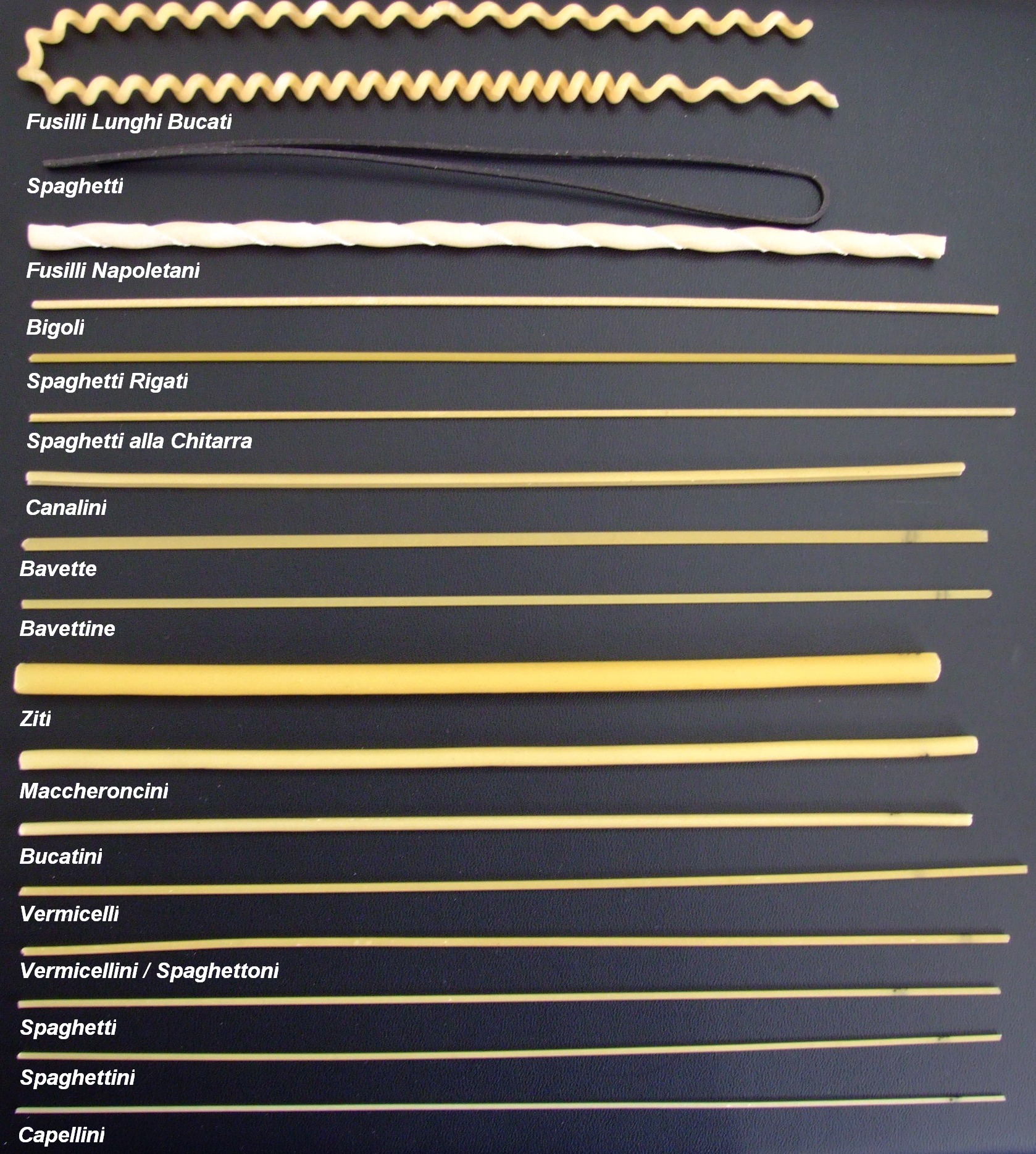
Pasta lunga

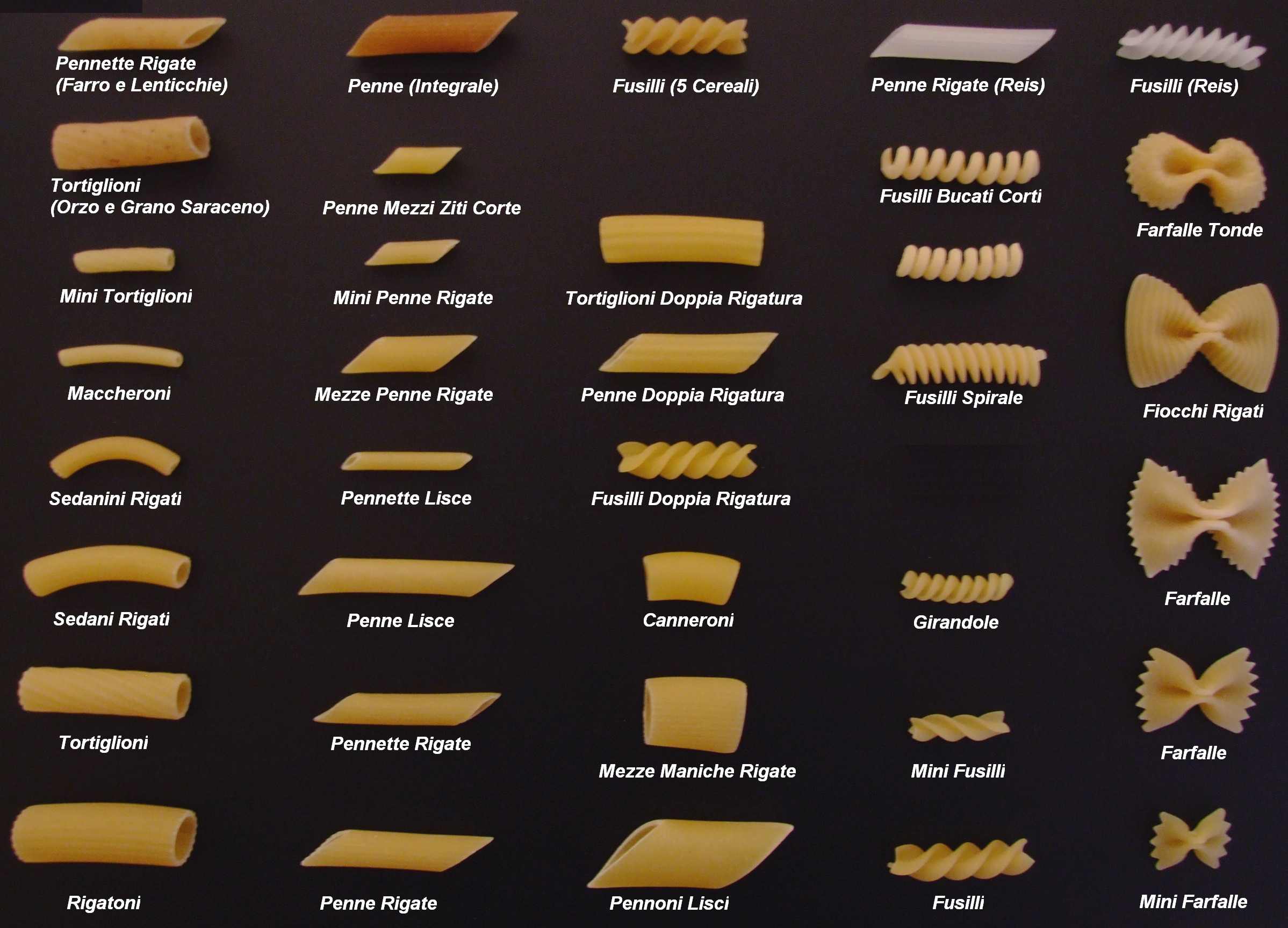
Pasta corta

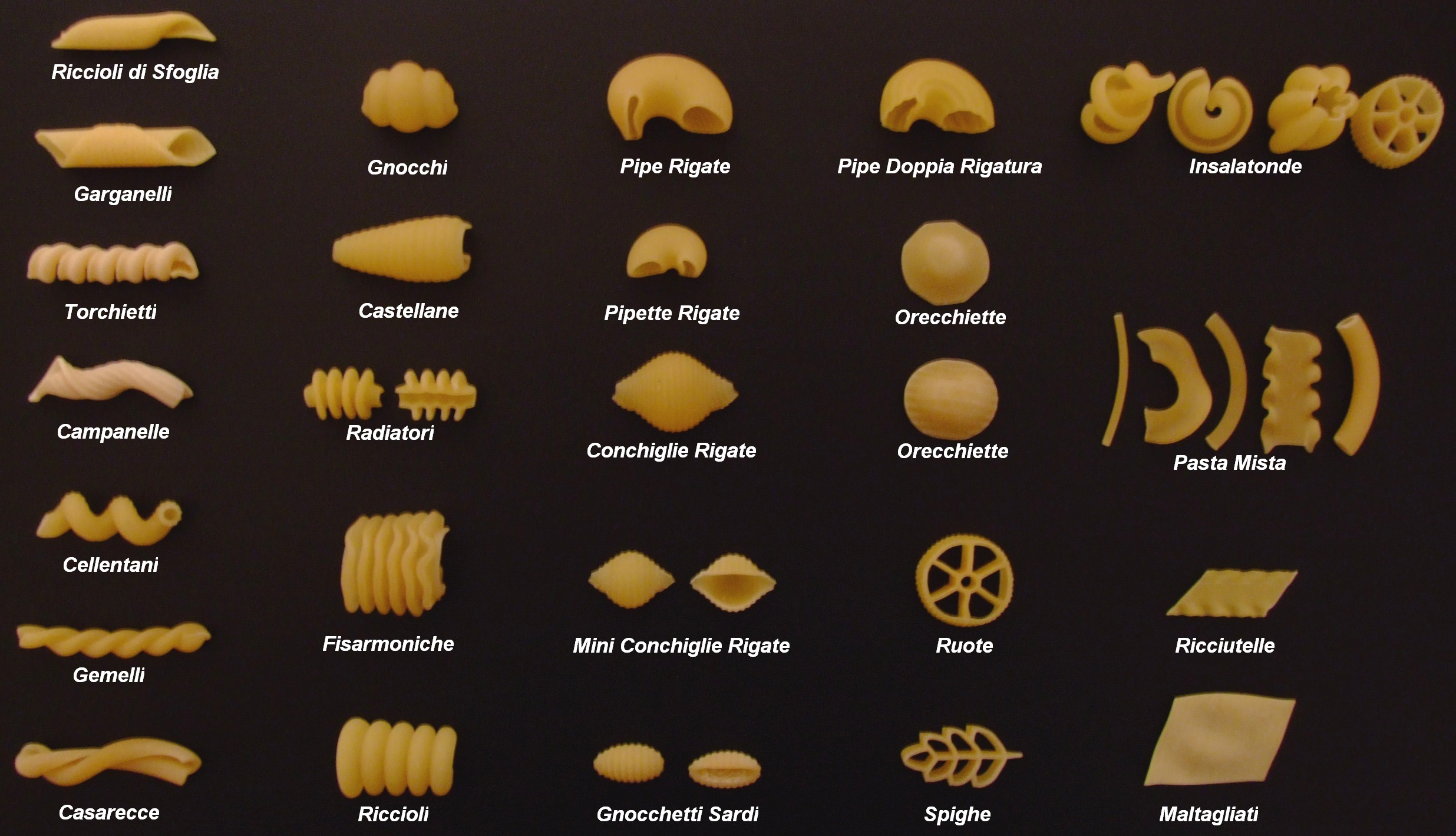
Pasta corta

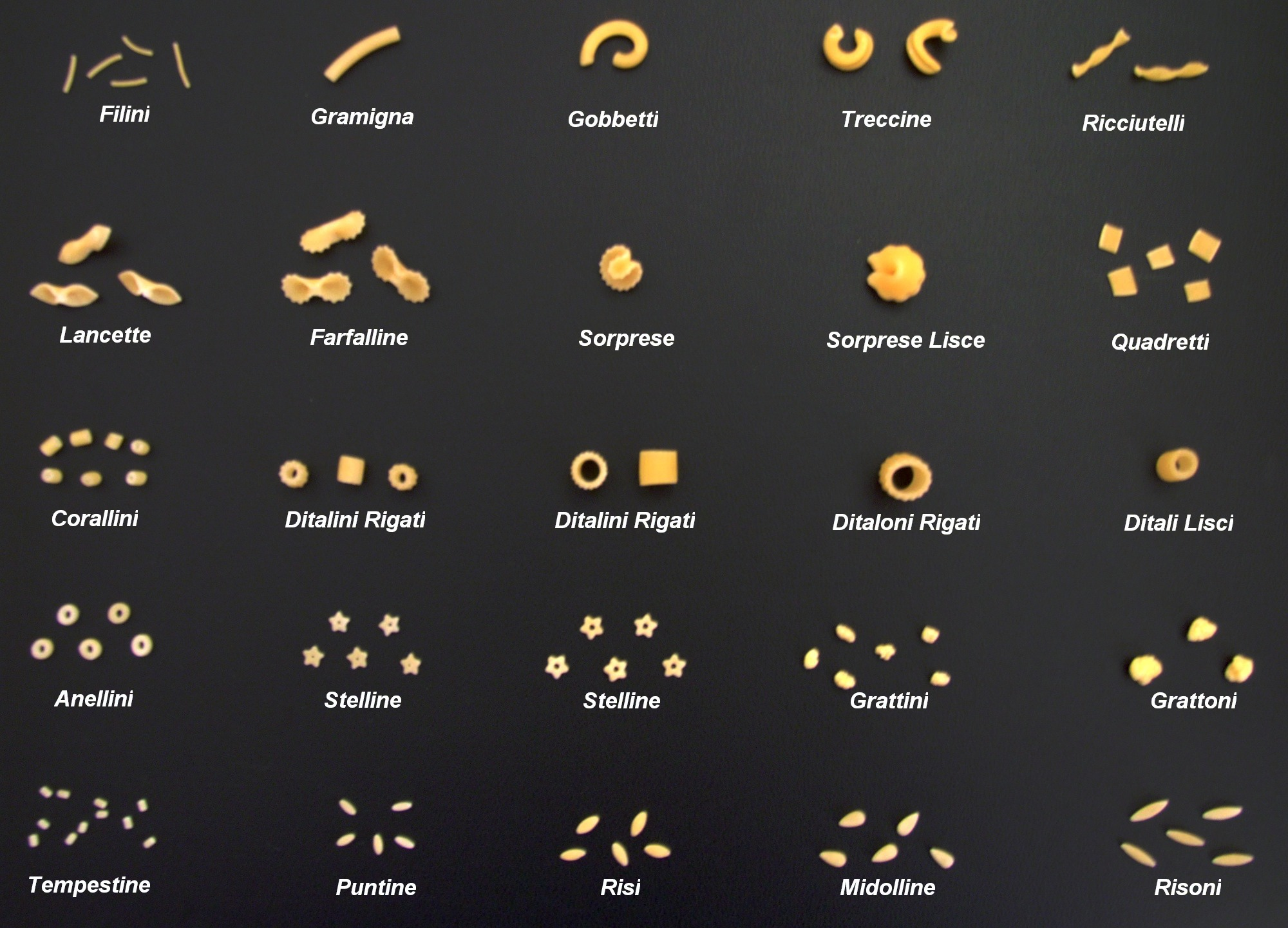
Pastina

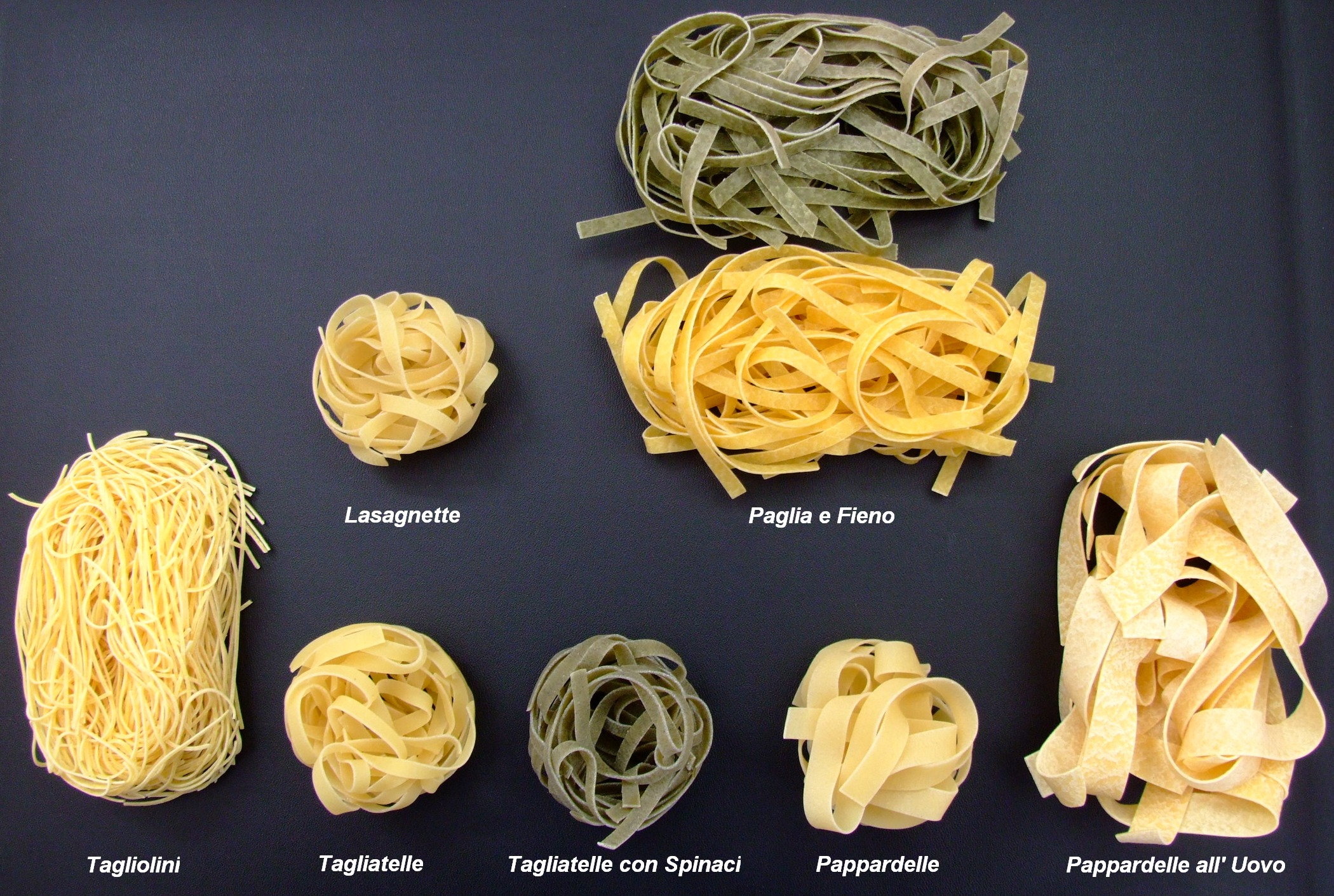
Pasta all’ uovo (Eiernudeln)

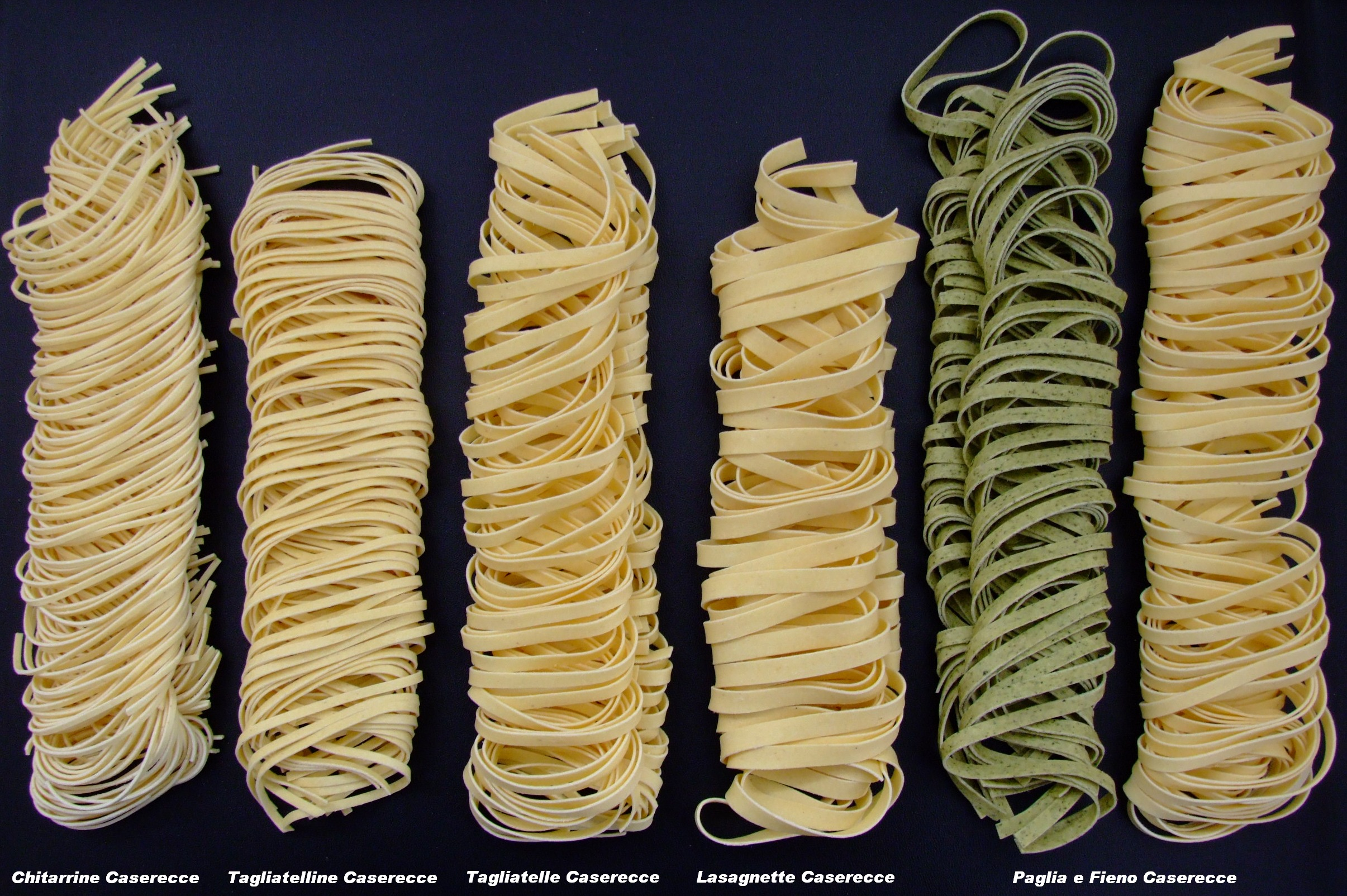
Pasta fresca (frische Pasta)

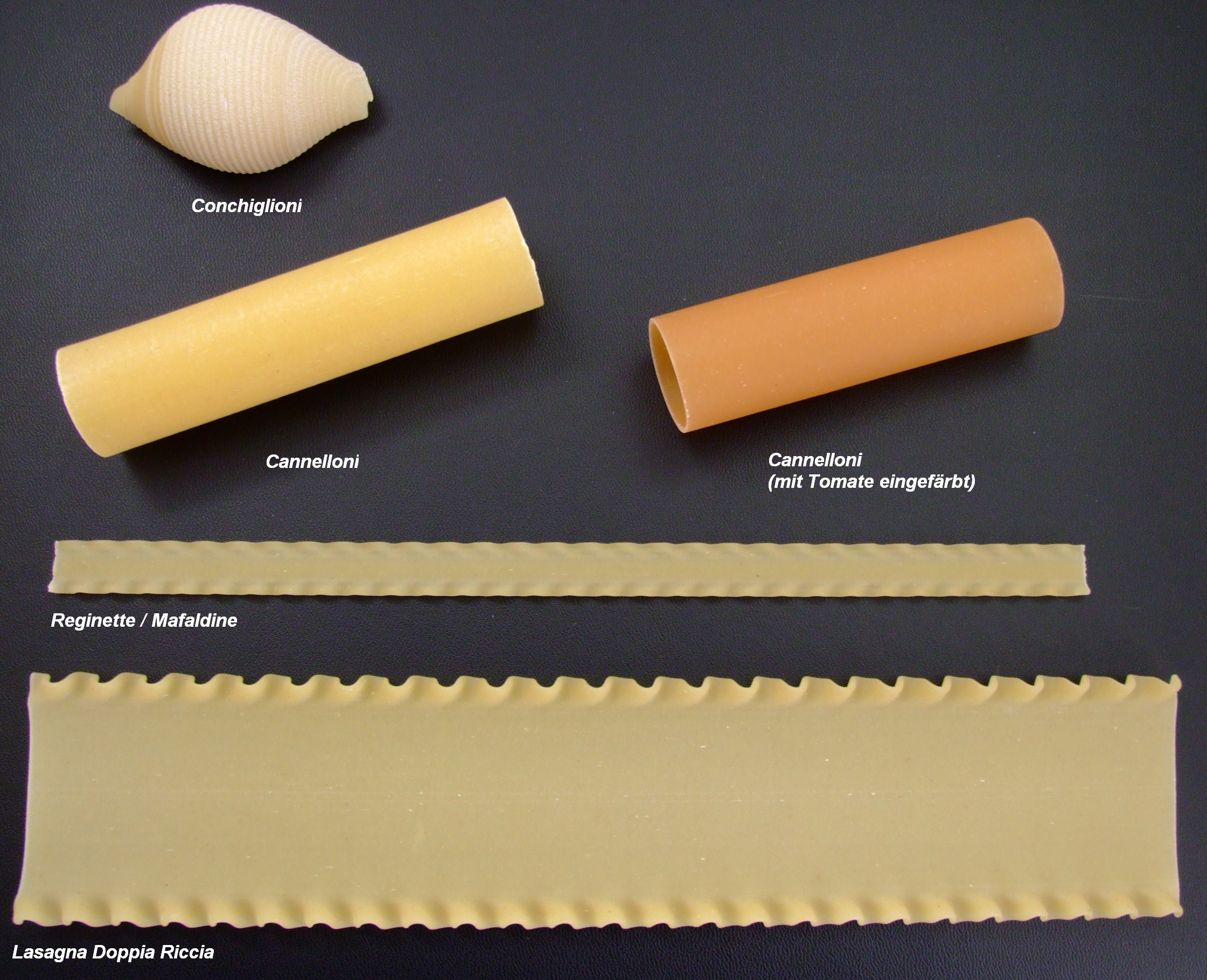
Pasta ripiena (gefüllte Pasta) / Pasta da forno (gebackene Pasta)

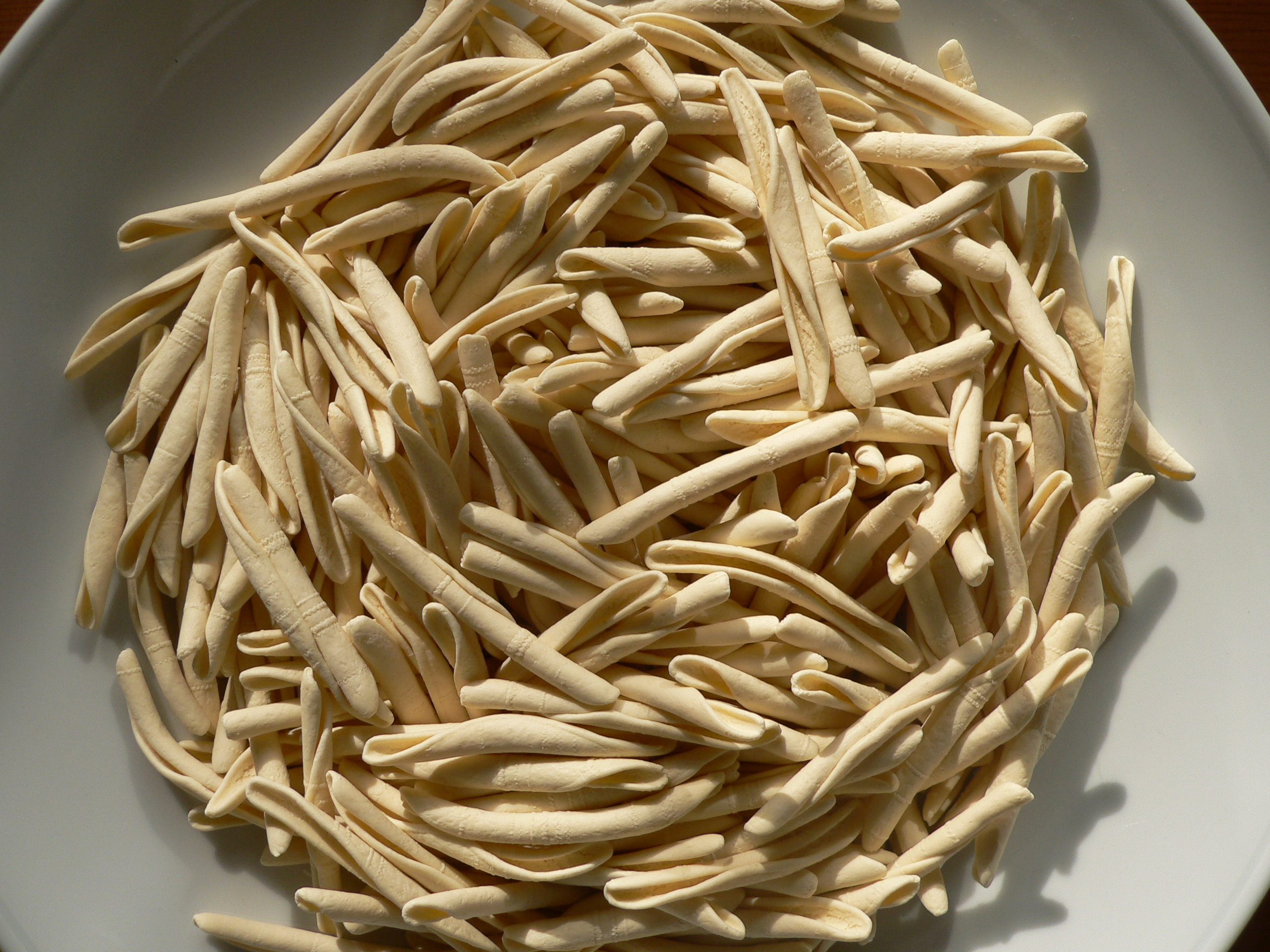
Fricelli

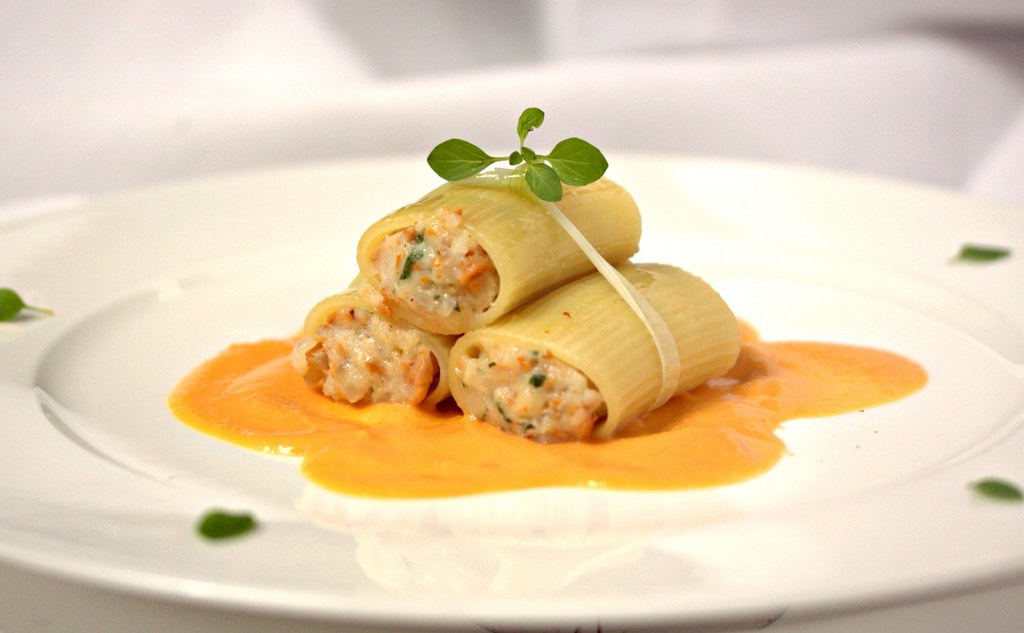
Paccheri zum Füllen

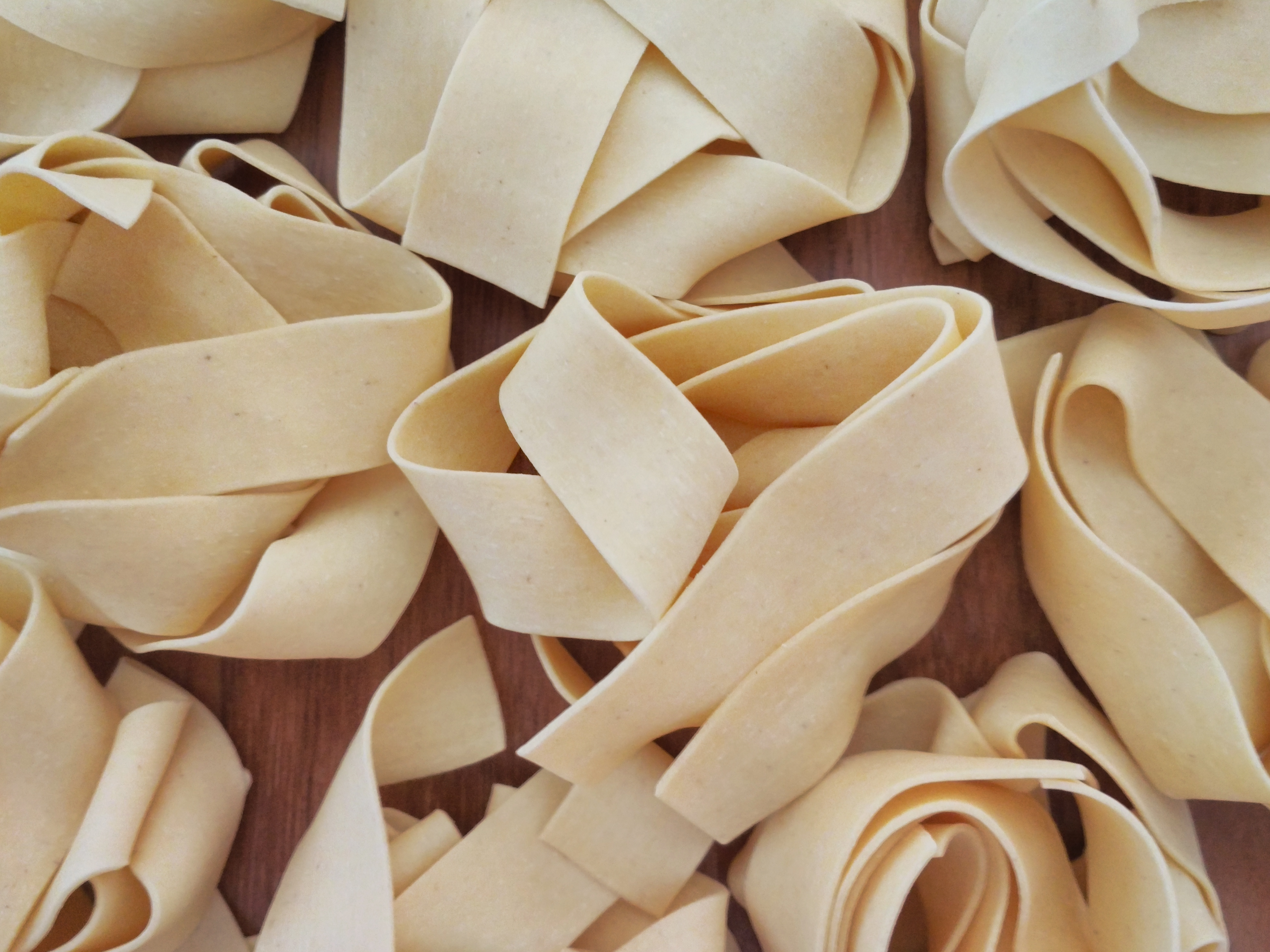
Pappardelle

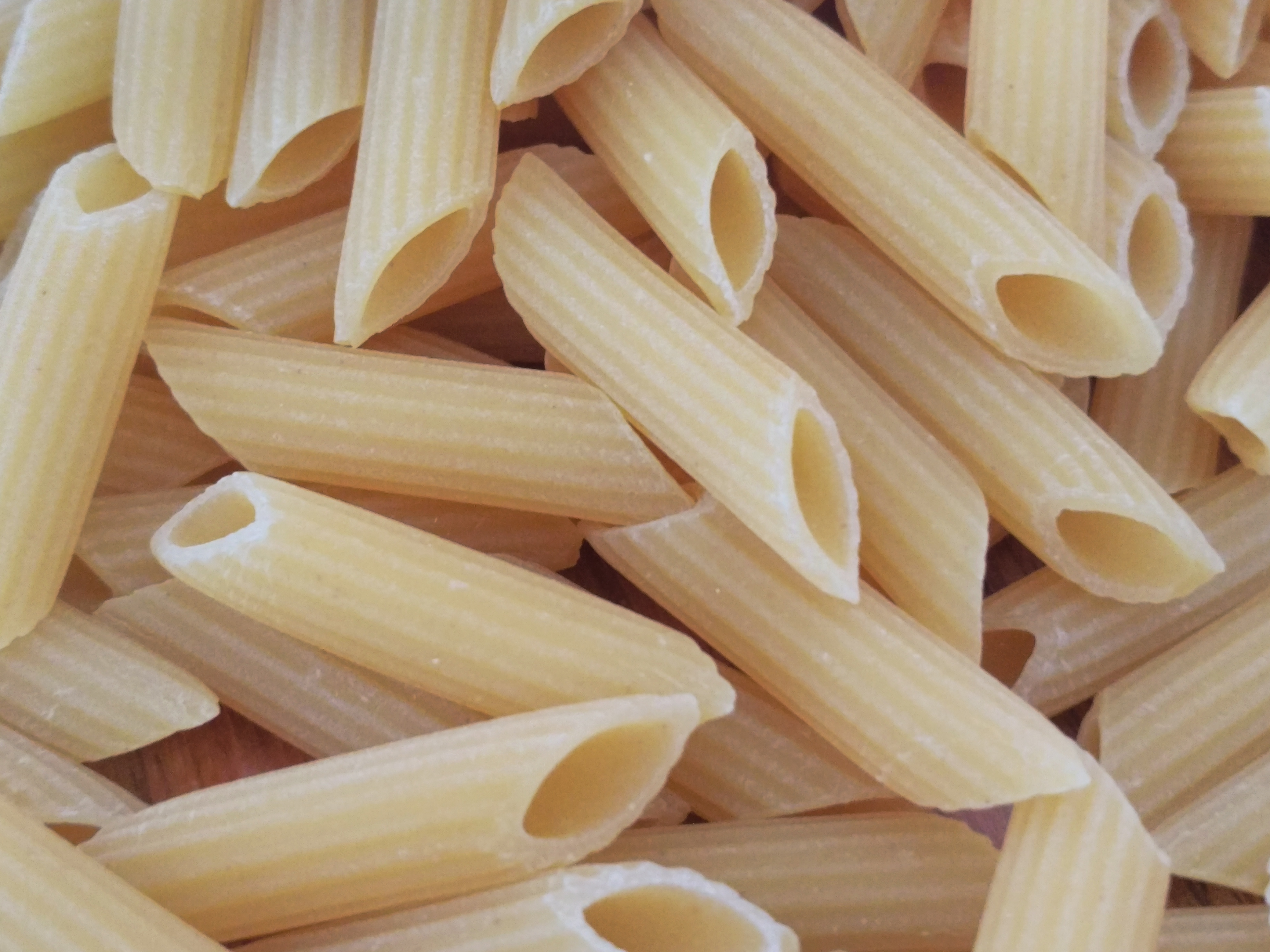
Penne Rigate

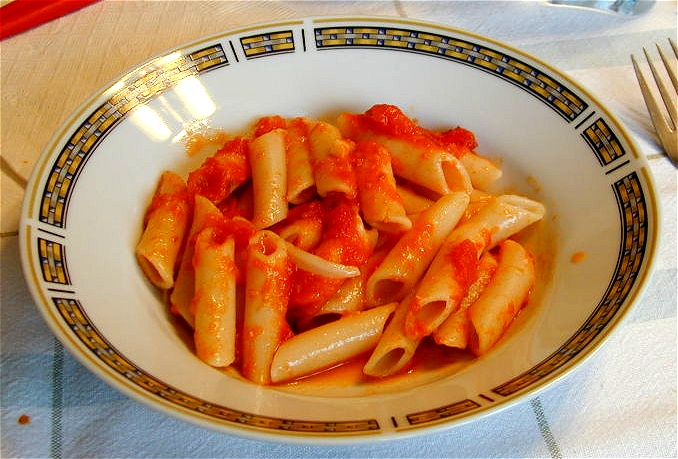
Penne Lisce mit Soße

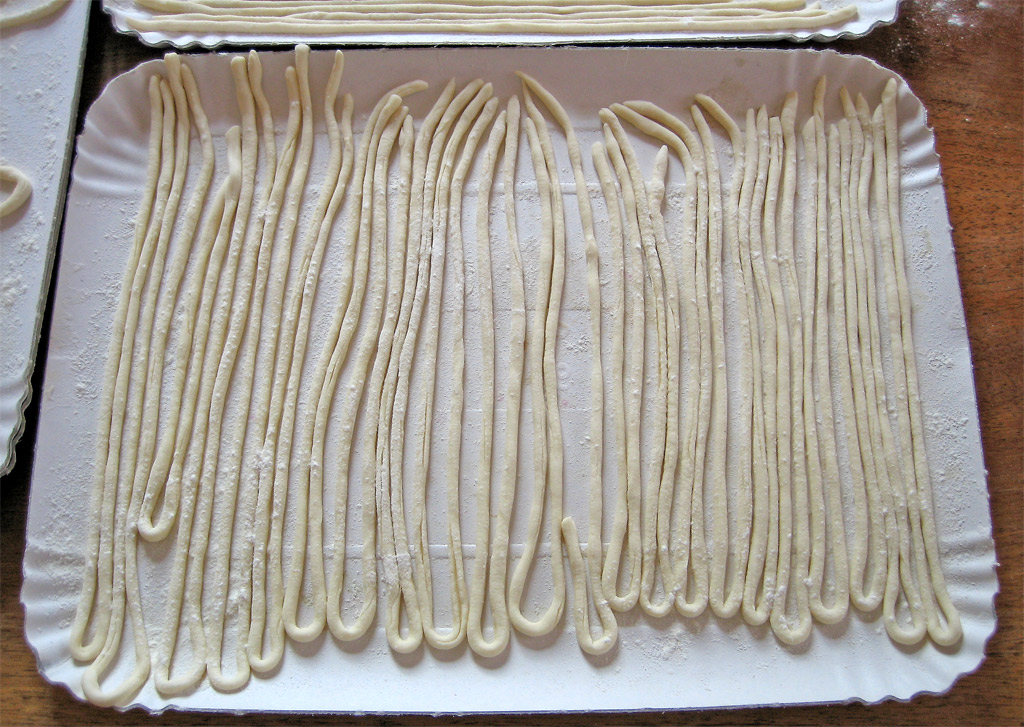
Pici

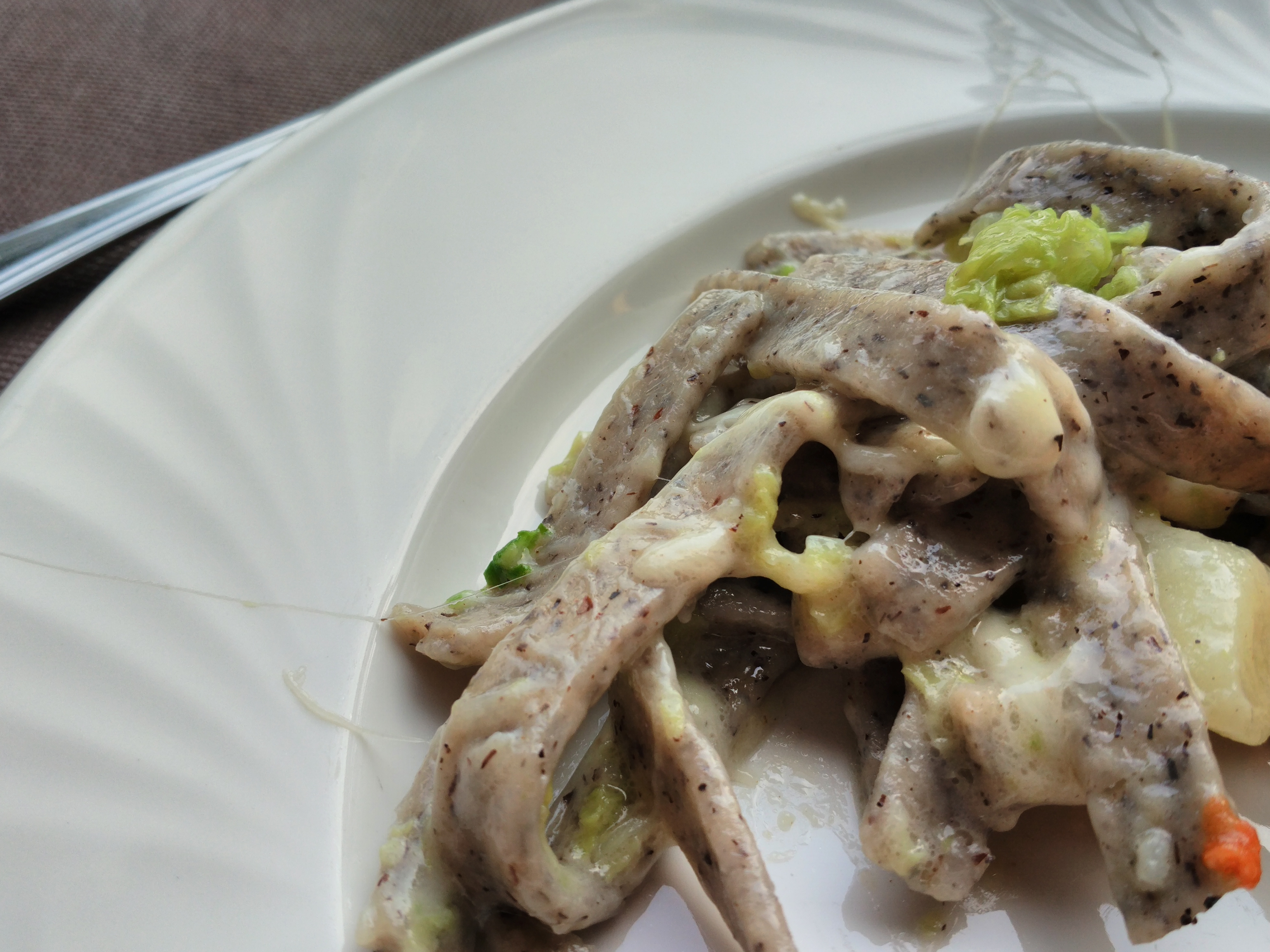
Pizzoccheri

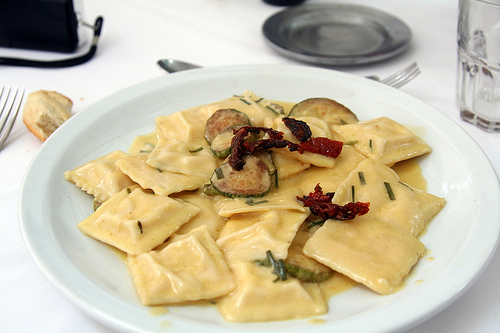
Ravioli

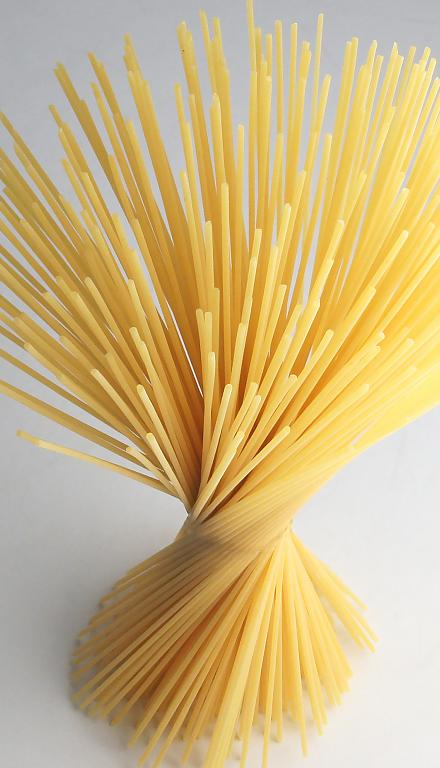
Spaghetti

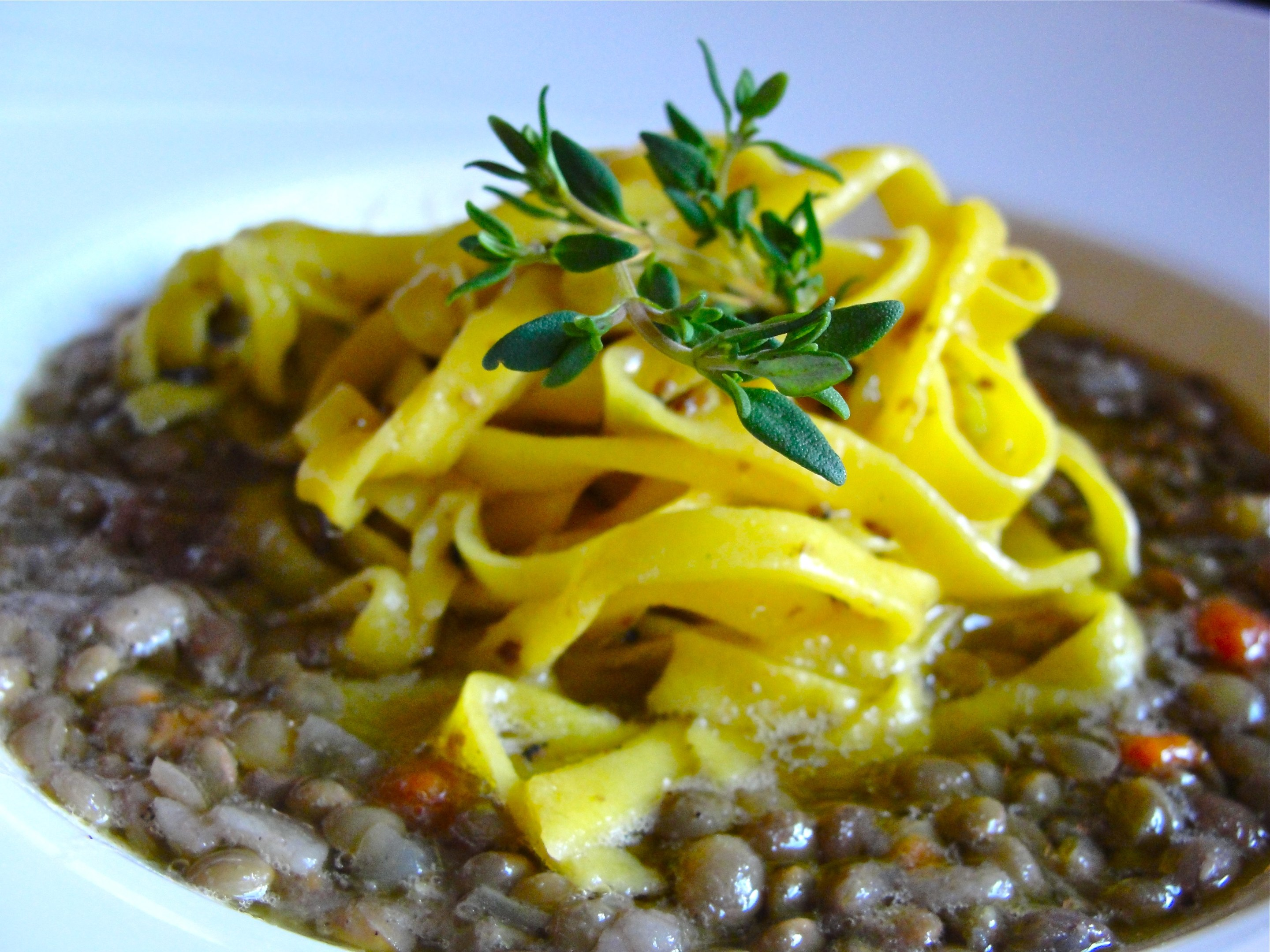
Strangozzi auf Linsensuppe

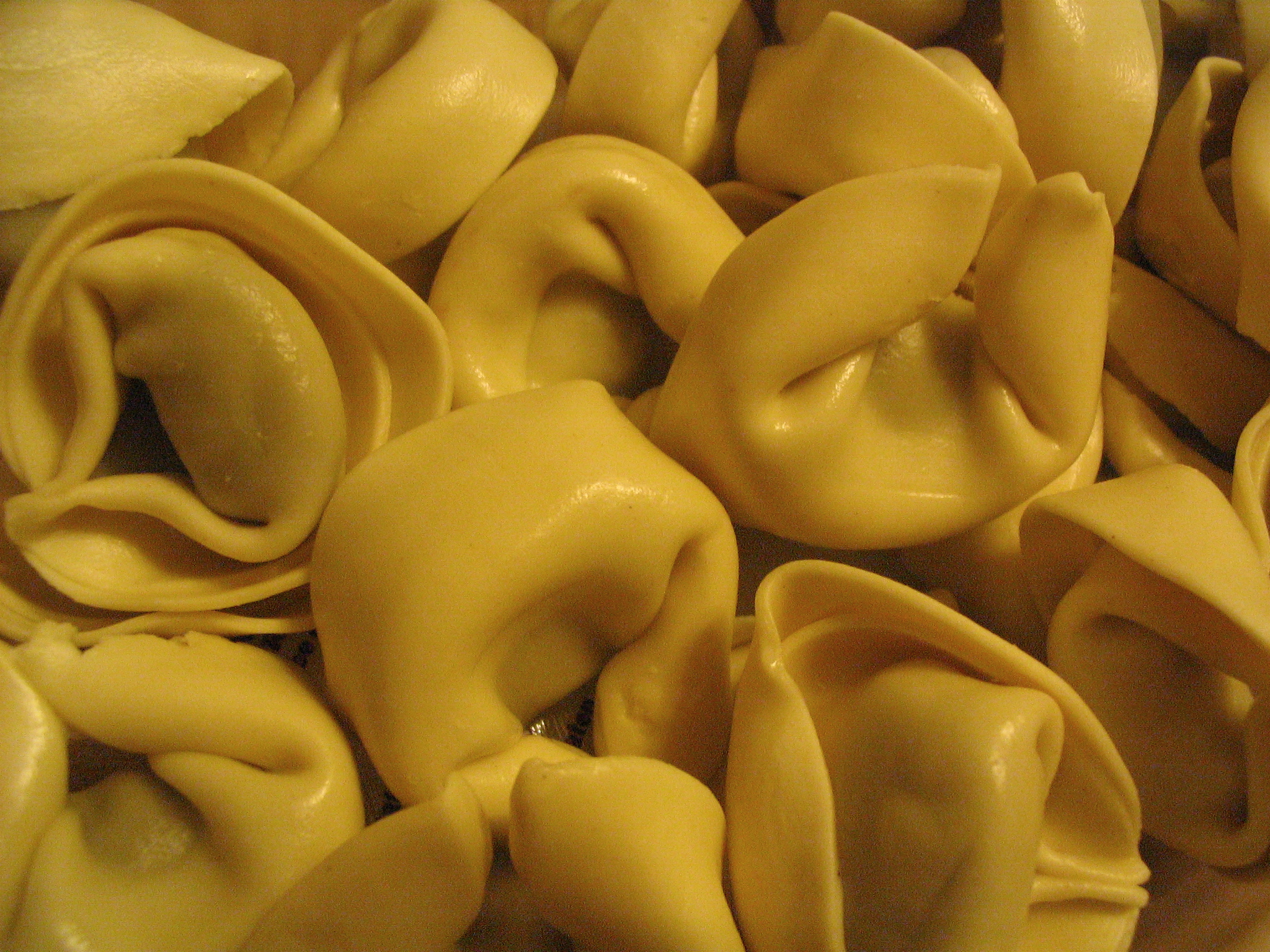
Tortellini

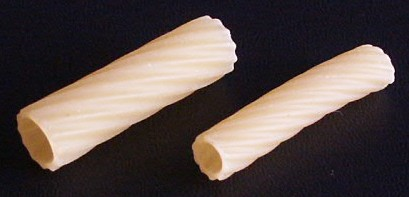
Tortiglioni

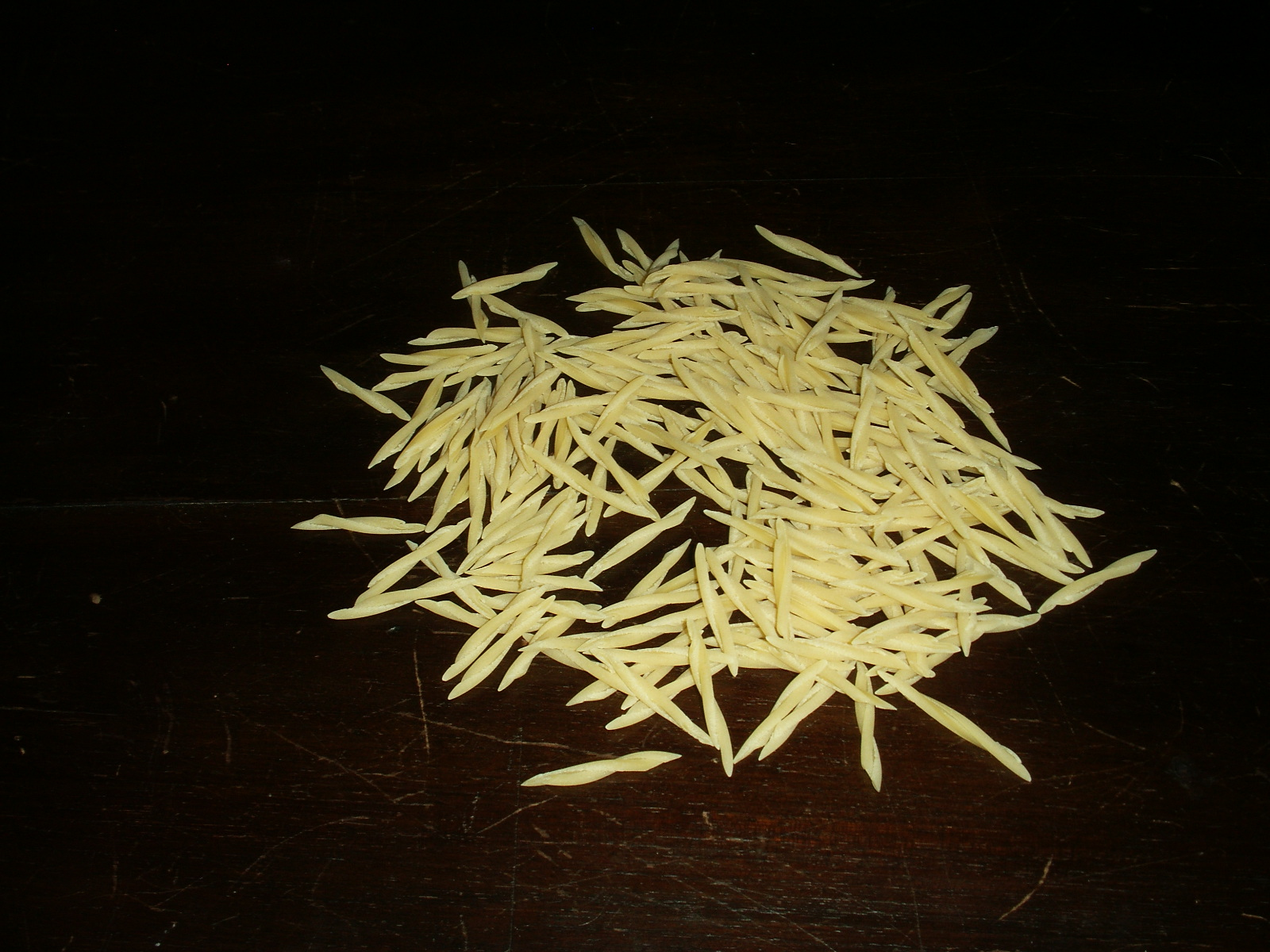
Trofie oder Trofiette

## Typische Endungen und Nachsätze
- -elle: breit, z. B. Campanelle
- -ette: schmal, z. B. Lasagnette
- -ine/ini: klein, z. B. Spaghettini
- lisce: glatt
- -nidi: Enden formen sich zu Nestern
- -oni: groß, z. B. Cannelloni
- rigate: geriffelt

## Pastaformen

### A
- Abachini
- Agnolini, gefüllte Teigtaschen
- Agnolotti, im Ursprung quadratische, teils halbrunde, gefüllte Nudeln
- Anelli, Ringe
- Anellini, kleine Ringe
- Anolini, gefüllte Teigtaschen

### B
- Barbine, Nudelnester aus Fadennudeln
- Bavettine, kleine, schmale Bandnudeln
- Bigoli, dicke Spaghetti aus Weizenvollkornmehl, oft mit Enteneiern im Teig[3]
- Bucatini, dünne Hohlnudeln
- Busiate, den Fusilli aus Avellino ähnlich, aber etwas länger

### C
- Calamarata, ringförmige Hohlnudeln
- Calamari, kurze, ringförmige Hohlnudeln
- Campanelle, blütenkelchförmig
- Canalini, dünne Nudel mit Kanalform
- Candele, dicke, sehr lange Hohlnudeln
- Cannelloni, dicke Nudelröhren zum Füllen
- Canneroni, dicke, kurze Hohlnudeln
- Cantarelli
- Capelli d’angelo, Nudelnester aus Fadennudeln
- Capellini, lange, sehr dünne Spaghetti, Engelshaar
- Cappellacci di zucca ferraresi, hütchenförmige gefüllte Teigtaschen
- Cappelletti, (gefüllte) Hütchen
- Capunti, ovale Nudeln, „Erbsenschale“
- Casarecce („Hausgemachte“), gedrehte kurze Bandnudeln mit S-förmigen Querschnitt, aus Sizilien[4]
- Casoncelli, gefüllte und gefrorene Nudeln, wie zusammengedrückte Tortellini
- Castellane, gedrehte geriffelte Nudeln
- Cataneselle, leicht gebogene Röhren
- Cavalline
- Cavatappi, Korkenzieher
- Cavatelli, muschelförmige Nudeln
- Cavaturi
- Celentani, Locken
- Chifferi (abgeleitet von dt. „Kipferl“), Hörnchen
- Chitarrine, spaghettiähnlich mit quadratischem Querschnitt, meist Eiernudeln
- Cicatelli, längliche, unförmige Nudeln mit längsseitigem Einschnitt
- Ciocia della Badessa, große Muscheln
- Cocci di Sicilia
- Conchiglie, Muschelnudeln
- Conchiglioni, große Muschelnudeln
- Corallini, kleine, hohle Suppennudeln
- Cornetti, kleine, hohle Hörnli
- Corzetti, Nudeltaler mit Muster
- Cotelli, Korkenzieher
- Cravattini, Schmetterlinge
- Creste di Gallo, Hahnenkämme

### D
- Ditali, Hütchen
- Ditalini, Fingerhütchen, kleine sehr kurze Hohlnudeln
- Ditaloni, kleine kurze Hohlnudeln

### E
- Eliche, Spiralnudeln
- Elicoidali, leicht geriffelte Hohlnudeln

### F
- Fagottini, kleine gefüllte Teigtäschchen
- Farfalle, Schmetterlinge
- Farfalle Tonde, seitlich runde Farfalle
- Farfalle Tricolori, dreifarbige Schmetterlinge
- Farfalline, kleine Schmetterlinge
- Farfalloni, große Schmetterlinge
- Fazzoletti, große Pastatücher mit Füllung
- Festonati, zarte, gerippte Röhrennudeln mit dreieckigem Querschnitt
- Fettuccine, etwas schmalere Bandnudeln
- Fettucelle, sehr schmale Bandnudeln oder flache Spaghetti
- Filini, dünne, schmale Suppennudeln
- Fiocchi Rigati, wie Farfalle, aber ohne Zacken
- Fiori, blütenförmig
- Fisarmoniche, gedrehte Nudeln mit Wellen
- Fregnacce
- Fregula, eine in Sardinien verbreitete Art Hartweizengrieß in kleiner Kugelform
- Fricelli, Nudeln aus kleinen gerollten Teigscheiben
- Fusilli, spiralenförmig
- Fusilli bucati, etwas engere Spiralen
- Fusilli bucati corti
- Fusilli lunghi, lange Spiralnudeln
- Fusilli lunghi bucati, gedrehte Nudeln
- Fusilli Napoletani, gedrehte Hohlnudel
- Fusilli spirale, Spiralnudeln
- Fuži, aus Istrien, von den Ecken zu einer Rolle geformtes Teigviereck

### G
- Gabelspaghetti, kurze, hohle Nudeln
- Garganelli, Eiernudeln in Form kleiner Röhren, die aus Teigquadraten aufgerollt werden
- Gemelli, zwei gedrehte und miteinander verzwirbelte Nudeln
- Gigli, s. Campanelle
- Girandole, kleine gedrehte Nudeln
- Gnocchetti Sardi, schmale „Öhrchen“ aus Hartweizengrieß
- Gnocchi, Nockerl – kleine, nudelähnliche Klöße aus Kartoffelteig und Mehl
- Gobbetti, kleine, stark gedrehte Nudeln
- Gramigna, sehr kurze, dünne Hohlnudeln
- Grattini, kleine Klumpen aus Nudelteig
- Grattoni, etwas größere Klumpen von Nudelteig

### L
- Lancette, kleine schmale Schmetterlingsnudel
- Lasagna doppia riccia, wie Reginette, aber sehr breit, für Lasagne
- Lasagne, Nudelteigplatten (gibt es auch in Spinatgrün)
- Lasagnette, Bandnudeln
- Limoncini
- Linguine, sehr schmale Bandnudeln oder flache Spaghetti, mit linsenförmigem Querschnitt
- Lumache, Schneckennudeln
- Lumachine, Suppennudeln
- Lumaconi, riesige Schneckennudeln

### M
- Maccheroncini, lange Hohlnudeln
- Maccheroni, kurze Röhrennudeln
- Mafalde oder Mafaldine, am Rand gewellte Bandnudeln
- Malloreddus, Sardische Hartweizengriesnudeln in Form kleiner Schnecken
- Maltagliati, grob dreieckförmig geschnitten; wörtlich: schlecht geschnittene Nudeln
- Maniche,
- Marubini, gefüllte Pasta (traditionell in den Regionen Cremona und Piacenza), ähnlich Ravioli
- Mezzalune, halbmondförmig
- Mezze Maniche, wie Rigatoni, nur kürzer
- Mezze Maniche rigate, wie Rigatoni, nur kürzer
- Mezze Penne rigate, wie Penne, nur kürzer
- Mezzelune, halbmondförmige Nudeln (auch gefüllt)
- Mezzi Paccheri, kurze, große Hohlnudeln
- Mezzi Rigatoni, kurze, dicke, geriffelte Röhren
- Midolline, kleine kornförmige Nudeln

### O
- Ondine, Lasagneplatten gewellt
- Orecchiette, Öhrchen

### P
- Paccheri, sehr große Röhrennudeln, zwischen Rigatoni und Cannelloni
- Paglia e Fieno, wörtlich: Stroh und Heu – gelbe und grüne Bandnudeln (oder Gelb-Grün-Mischung verwandter Formen)
- Panzotti, Mondförmige gefüllte Nudeln[5]
- Pappardelle, breite Bandnudeln
- Penne, schräg abgeschnittene Röhren, die Bezeichnung stammt vom italienischen penna (Feder), welche früher zum Schreiben benutzt wurden, wofür der Federkiel schräg angeschnitten werden musste.
- Penne a candela
- Penne doppia rigatura, innen und außen geriffelte Penne
- Penne lisce, glatte Penne
- Penne mezzi ziti corte, dünne, kurze, glatte Penne
- Penne rigate, geriffelte Penne
- Penne ziti corte rigate, dünne, kurze, geriffelte Penne
- Pennette, kleine Penne mit kurzer Garzeit
- Pennettine
- Pennoni lisci, größere Variante der Penne Lisce
- Pennoni rigati, größere Variante der Penne Rigate
- Perciatellini, kleinere, dünnere Variante der Bucatini
- Pici, handgemachte Spaghetti aus der Toskana, beispielsweise mit Enten- oder Wildschweinragout
- Pipe, größere Maccheroni-Variante
- Pipe rigate, stark gebogene, geriffelte Röhren
- Pipette rigate, stark gebogene, kleine geriffelte Röhren
- Pireneri
- Pisarei, kleine muschelförmige Gnocchi
- Pizzoccheri, Buchweizennudeln
- Puntine, sehr kleine Suppennudeln

### Q
- Quadrefiore, Quadrate mit geriffelten Kanten
- Quadretti, viereckige Suppennudeln

### R
- Radiatori, kurze, gerippte, offene Hohlnudeln (nicht gedreht und nicht gebogen)
- Ravioli, rechteckige, gefüllte Nudeltaschen
- Reginette, anderer Name für Mafalde, am Rand gewellte Bandnudeln
- Riccioli, gedrehte Nudeln
- Ricciolini, kurze breite Nudeln mit einem 90-Grad-Dreh
- Ricciutelle, wie Reginette, nur sehr kurz geschnitten
- Ricciutelli, kleine gedrehte Suppennudeln
- Rigatoni, Röhrennudeln mit feinen, gerade verlaufenden Rillen, oft etwas größere Öffnung als Tortiglioni
- Rigatoni Napoletani, etwas größere Rigatoni
- Risi, kleine, reiskornförmige Nudeln
- Risoni, reiskornförmige Nudeln
- Rotelle, Räder
- Rotini, spiralenförmig
- Ruote, Räder

### S
- Saccottini, kleine gefüllte Täschchen („Säckchen“)
- Sedani, leicht gebogene Röhrennudeln mit kleinem Durchmesser, zwischen Maccheroni und Rigatoni
- Sedanini, kleinere und dünnere Sedani
- Sigarette
- Sorprese, gedrehte Suppennudeln
- Sospetti
- Spaccatelle, kurze, gebogene Nudeln
- Spaghetti, lange bis extralange dünne Nudeln
- Spaghetti alla Chitarra, Spaghetti mit viereckigem Querschnitt
- Spaghetti Rigati, geriffelte Spaghetti
- Spaghetti Tagliati,
- Spaghettini, sehr dünne Spaghetti
- Spaghettoni, dickere Spaghetti
- Spighe, Form einer Getreideähre
- Spiralini, spiralenförmig
- Stelle, Sterne
- Stelline, Sternchen
- Stringoli, kurze Nudelröllchen
- Stringozzi, in Italien auch Strangozzi, handgemachte Spaghetti aus Umbrien/Marken
- Strozzapreti, wörtlich übersetzt „Priesterwürger“, kurze geschwungene Nudeln
- Succhietto

### T
- Tagliatelle, Bandnudeln
- Taglierini, sehr schmale Bandnudeln
- Tagliolini, besonders schmale Bandnudeln
- Tempesta, Suppennudeln
- Tempestine, sehr kleine runde Suppennudeln
- Tofe, riesige Schneckennudeln
- Tofettine
- Tonnarelli, Eiernudeln in spaghettiähnlicher Form, oder synonym zu Spaghetti alla Chitarra
- Torchio
- Torchietti, gedrehte Nudeln
- Tortellini, ringförmige Nudeltaschen
- Tortelloni, große, gefüllte Teigtaschen
- Tortiglioni, Röhrennudeln mit breiten und verdrehten Rillen, etwas dickwandiger und kompakter als Rigatoni
- Treccine, kleine gebogene Suppennudeln
- Trenette, schmale Bandnudeln (Synonym: Linguine)
- Triangoli, dreieck-förmige, gefüllte Nudeln
- Tripolini, lange, breite, gewellte Nudeln
- Troccoli, Urform der Spaghetti (etwas kürzer)
- Trofie oder Trofiette, dünne verdrehte Nudeln
- Tubetti, (auch Ditalini) kleinere Ditali
- Tufoli, kurze, glatte Röhrennudeln mit geradem Schnitt

### V
- Vermicelli, mitteldicke Spaghetti, Fadennudeln
- Vermicellini, dünnere Vermicelli
- Volanti, eigentlich dischi volanti („fliegende Untertassen“), runde scheibenförmige Nudeln mit umgefaltetem Rand

### Z
- Ziti, lange, schmale Röhren
- Zitoni, große, schmale Röhren